# Robert Fegg
Robert Fegg (26 de octubre de 1978) es un deportista alemán que compitió en luge en la modalidad individual. Ganó una medalla de plata en el Campeonato Mundial de Luge de 1999.

## Palmarés internacional
| Campeonato Mundial | Campeonato Mundial   | Campeonato Mundial | Campeonato Mundial |
| Año                | Lugar                | Medalla            | Prueba             |
| ------------------ | -------------------- | ------------------ | ------------------ |
| 1999               | Königssee (Alemania) | Medalla de plata   | Equipo             |